# Le cocher endormi
Le cocher endormi è un cortometraggio del 1897 diretto da Georges Hatot.

## Trama
Un autista di carrozza si addormenta, un paio di uomini si avvicina e sgancia il cavallo. Al suo posto gli uomini mettono un cavallo a dondolo e presto il guidatore e il suo autista rimangono scioccati.